# Aleksandr Chanow (aktor)
Aleksandr Aleksandrowicz Chanow (ros. Александр Александрович Ханов; ur. 29 kwietnia?/12 maja 1904 w Petersburgu, zm. 30 sierpnia 1983 w Moskwie) – radziecki aktor filmowy, teatralny i głosowy.

## Życiorys
Od 1920 pracował jako robotnik, m.in. na stacji kolejowej Sankt Petersburg Warszawski i w odlewni śrutów Wszechrosyjskiego Związku Myśliwych. W latach 1922–1923 uczył się w petersburskim Instytucie Żywego Słowa, a następnie w studiach aktorskich przy teatrach Petersburga i Moskwy. W 1925 Siergiej Eisenstein zaprosił go do Pierwszego Teatru Robotniczego Proletkultu, gdzie pracował do 1935. Następnie przez 44 lata (od 1935 do 1979) pracował w Teatrze Rewolucji w Moskwie, który od 1943 zmienił nazwę na Moskiewski Teatr Dramatu, ad od 1954 na Moskiewski Akademicki Teatr im. Władimira Majakowskiego. 
W filmie zadebiutował w 1939 rolą Kuźmy Minina w filmie Wsiewołoda Pudowkina „Minin i Pożarski” i za tę rolę po raz pierwszy otrzymał Nagrodę Stalinowską (w 1941). Później był jeszcze wielokrotnie nagradzany, m.in. dwa razy Nagrodą Stalinowską za role teatralne. 
Poza pracą aktorską w teatrze i filmie pracował w radio i przy udźwiękowieniu kreskówek (np. „Konik Garbusek”).
Został pochowany na Cmentarzu Wagańkowskim w Moskwie.

## Wybrane role filmowe
- 1939: Minin i Pożarski (Минин и Пожарский, reż. Wsiewołod Pudowkin) – Kuźma Minin
- 1941: Generał Suworow (Суворов, reż. Wsiewołod Pudowkin i Michaił Doller) – Płatonycz
- 1947: Błyskawica (Наше сердце, reż. Aleksandr Stołpier) – Zurow
- 1948: Ekspres Moskwa – Ocean Spokojny (Поезд идёт на восток, reż. Julij Rajzman) – pasażer w wagonie restauracyjnym
- 1949: Upadek Berlina (Падение Берлина, reż. Micheil Cziaureli) – Beria
- 1950: Daleko od Moskwy (Далеко от Москвы, reż. Aleksandr Stołpier) – Kuźma Kuźmicz Topolow
- 1953: Promienie śmierci (Серебристая пыль, reż. Abram Room) – Charles Armstrong
- 1956: Porzucona (Человек родился, reż. Wasilij Ordynski) – Stiepan, ojciec Witalija
- 1959: Majowe gwiazdy (Májové hvězdy / Майские звёзды, reż. Stanisław Rostocki) – generał
- 1970: Późno zakwitające kwiaty (Цветы запоздалые, reż. Abram Room) – Nikifor
- 1971: Młodzi zakochani (Молодые, reż. Nikołaj Moskalenko) – ojciec Aleksieja i Siemiona

## Nagrody i odznaczenia
Trzykrotny laureat Nagrody Stalinowskiej (I stopnia w 1941 i 1947, II stopnia w 1949). Otrzymał tytuł Zasłużonego Artysty Uzbeckiej SRR (1943), Zasłużonego Artysty RFSRR (1947), Ludowego Artysty RFSRR (1954), Ludowego Artysty ZSRR (1973) oraz medal „Za ofiarną pracę w Wielkiej Wojnie Ojczyźnianej 1941–1945”, medal „W upamiętnieniu 800-lecia Moskwy”, medal jubileuszowy „W upamiętnieniu 100-lecia urodzin Władimira Iljicza Lenina”.

## Źródła
- Aktor w bazie IMDb (ang.)
- Aktor w bazie Filmweb
- Aktor. w bazie kino-teatr.ru. (ros.).
- Aktor. w bazie ruskino.ru. (ros.).
- Aktor. w bazie kinosozvezdie.ru. (ros.).
- Aktor. w bazie Энциклопедия Кругосвет. (ros.).
- Jelena Bauman, Rostisław Jurieniew: Mała encyklopedia kina radzieckiego. Warszawa: Wydawnictwa Artystyczne i Filmowe, 1987, s. 205. ISBN 83-221-0446-4.